# تخمیر در فرآوری غذایی

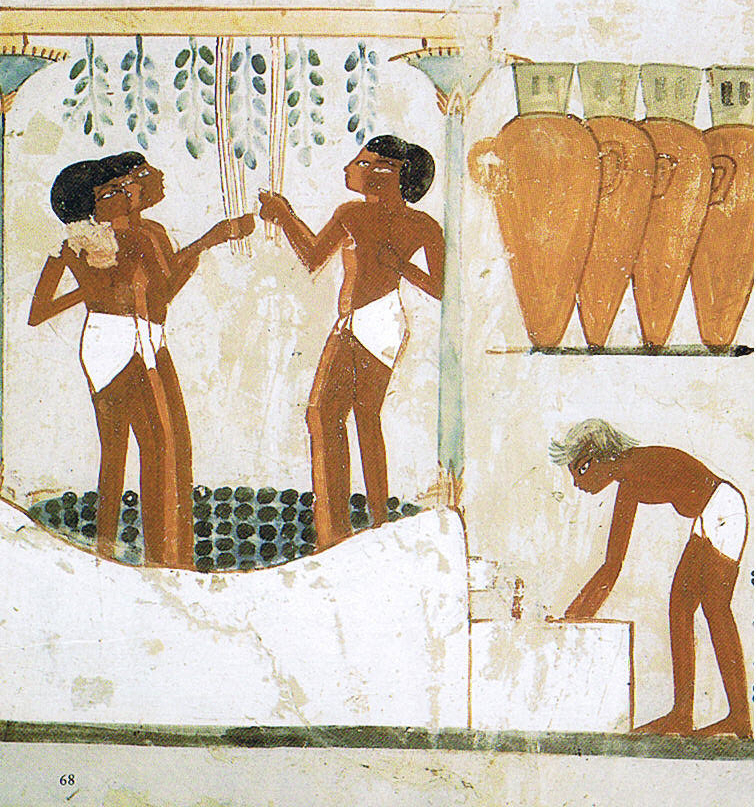
لِه‌کردن انگور با پاها و ریختن آب آن در درون سبوهای بزرگ به منظور ساخت شراب. اثری قدیمی در آرامگاه «نخت»، دودمان هجدهم مصر، شهر تبای (تِبس)، مصر باستان

تخمیر در فرآوری غذایی (انگلیسی: Fermentation in food processing) به روند تبدیل کربوهیدرات به الکل یا اسیدهای آلی گفته می‌شود که معمولاً توسط مخمرها و باکتری‌ها و در شرایط بی‌هوازی انجام می‌شود. به دانش مرتبط با تخمیر، «مخمرشناسی» می‌گویند.
اگرچه واژه تخمیر امروزه بیشتر برای فرایند تبدیل قندها به اتانول و تولید شراب، آبجو و شراب سیب به‌کار می‌روند، اما باید دانست که وَر آوردن خمیر نان و همچنین تولید و نگهداری محصولاتی چون ماست و کلم‌ترش هم که در جریان آن اسید لاکتیک ایجاد می‌شود، نوعی تخمیر است.
سایر محصولات غذایی که در فرآوری آن‌ها از فرایند تخمیر استفاده می‌شود عبارتند از سرکه، زیتون و پنیر.

## تاریخچه
فرایند تخمیر طبیعی قبل از تاریخ بشر وجود داشته است. از زمان‌های باستان، انسان‌ها از این فرآیند تخمیر بهره‌برداری کرده‌اند. احتمالاً آنها به طور غیرعمدی شروع به تخمیر غذاها کرده‌اند. برای نگهداری مواد غذایی اضافی، انسان‌ها آنها را در ظرفی قرار می‌دادند و فراموش می‌کردند. با گذشت زمان، مخمرها و باکتری‌ها شروع به رشد می‌کردند و این باعث شد تا انسان‌ها غذاهای تخمیر شده را کشف کنند. قدیمی‌ترین شواهد باستان‌شناسی از تخمیر، بقایای یک نوشیدنی الکلی است که حدود ۱۳,۰۰۰ سال پیش در غاری نزدیک حیفا در اسرائیل یافت شده است. این نوشیدنی شبیه به سوپ بود. نوشیدنی الکلی دیگری که از میوه، برنج و عسل ساخته شده است، به دوره بین ۷۰۰۰ تا ۶۶۰۰ سال قبل از میلاد در روستای نوسنگی جیاهو در چین تعلق دارد و تاریخ ساخت شراب به حدود ۶۰۰۰ سال قبل از میلاد در گرجستان، منطقه قفقاز برمی‌گردد. کوزه‌های ۷,۰۰۰ ساله‌ای که حاوی بقایای شراب هستند و اکنون در دانشگاه پنسیلوانیا به نمایش درآمده‌اند، در کوه‌های زاگرس در ایران کشف شدند. شواهد قوی وجود دارد که نشان می‌دهد مردم در حدود ۳۰۰۰ سال قبل از میلاد در بابل، ۳۱۵۰ سال قبل از میلاد در مصر باستان، حدود ۲۰۰۰ سال قبل از میلاد در مکزیک پیشا-هیسپانیک و حدود ۱۵۰۰ سال قبل از میلاد در سودان نوشیدنی‌های الکلی تخمیر می‌کردند.
شیمیدان فرانسوی لویی پاستور علم مخمرشناسی را بنیان‌گذاری کرد، زمانی که در سال ۱۸۵۶ ارتباط مخمر با فرایند تخمیر را کشف کرد. هنگام مطالعه تخمیر شکر به الکل توسط مخمر، پاستور نتیجه‌گیری کرد که تخمیر توسط نیروی حیاتی‌ای به نام «فرمنت‌ها» در داخل سلول‌های مخمر کاتالیز می‌شود. «فرمنت‌ها» به این باور بودند که فقط در داخل موجودات زنده عمل می‌کنند. پاستور نوشت: «تخمیر الکلی عملی است که با زندگی و سازمان‌دهی سلول‌های مخمر مرتبط است، نه با مرگ یا فساد سلول‌ها.»

## خطرها
استریل‌سازی یک عامل مهم در فرآیند تخمیر غذاها است. اگر میکروب‌ها به طور کامل از تجهیزات و ظروف ذخیره‌سازی حذف نشوند، ممکن است باعث تکثیر موجودات مضر در داخل فرآیند تخمیر شده و خطر ابتلا به بیماری‌های غذایی مانند بوتولیسم را افزایش دهند. با این حال، بوتولیسم در تخمیر سبزیجات تنها زمانی ممکن است که فرآیند کنسرو کردن به درستی انجام نشود. تولید بوی نامطبوع و تغییر رنگ ممکن است نشانه‌هایی از ورود باکتری‌های مضر به غذا باشد.
آلاسکا از سال ۱۹۸۵ شاهد افزایش مستمر موارد بوتولیسم بوده است. این ایالت بیشترین موارد بوتولیسم را نسبت به سایر ایالات آمریکا دارد. این مشکل ناشی از شیوه سنتی بومیان آلاسکا است که به محصولات حیوانی مانند ماهی کامل، سرِ ماهی، گراز دریایی، شیر دریایی، باله نهنگ، دُم سگ آبی، روغن فُک و پرندگان اجازه می‌دهند برای مدت طولانی تخمیر شوند قبل از اینکه مصرف شوند. خطر این مشکل زمانی بیشتر می‌شود که به جای استفاده از روش سنتی قدیمی، یعنی گودال‌های پر شده با چمن، از ظرف پلاستیکی استفاده شود، زیرا باکتری کلوستریدیوم بوتولینوم در شرایط بی‌هوازی که توسط بسته‌بندی هوابند در پلاستیک ایجاد می‌شود، رشد می‌کند.
تحقیقات نشان داده است که غذاهای تخمیر شده حاوی یک فرآورده جانبی سرطان‌زا به نام اتیل کربامات (یورتان) هستند. «یک بررسی در سال ۲۰۰۹ از مطالعات موجود در آسیا نشان داد که خوردن منظم سبزیجات ترشی احتمال ابتلا به سرطان سلول سنگفرشی مری را حدود دو برابر می‌کند.»